# Enock Kwateng
Enock Kwateng (ur. 9 kwietnia 1997 w Mantes-la-Jolie) – francuski piłkarz ghańskiego pochodzenia występujący na pozycji obrońcy we francuskim klubie Girondins Bordeaux. Wychowanek Mantois 78, w trakcie swojej kariery grał także w Nantes. Młodzieżowy reprezentant Francji.